# Gary Leeman
Pour les articles homonymes, voir Leeman.
Gary Leeman (né le 19 février 1964 à Toronto, dans la province de l'Ontario au Canada) est un joueur professionnel retraité de hockey sur glace.

## Carrière
Réclamé au deuxième tour du repêchage de 1982 de la Ligue nationale de hockey par les Maple Leafs de Toronto alors qu'il évolue à la position de défenseur pour les Pats de Regina de la Ligue de hockey de l'Ouest, Gary Leeman poursuit avec ces derniers durant une saison avant de rejoindre les Maple Leafs à l'occasion des séries éliminatoires de 1983 où il dispute ses deux premières rencontres dans la LNH.
Après avoir disputé la saison 1984-1985 à la défense, les Maple Leafs, qui voient en lui un rapide patineur possédant de bonnes mains, décident de lui donner sa chance à l'attaque. Leeman devient alors ailier gauche, position qu'il garde jusqu'au terme de sa carrière. Évoluant en 1985-1986 sur la Hounds line au côté d'un autre ancien défenseur, Wendel Clark, Leeman connait dès lors une progression constante au chapitre des points et se voit dominer au chapitre des buts marqués chez les Maple Leafs en 1986-1987 avec 21.
Connaissant par la suite des saisons de 30 et 32 buts, il obtient une invitation pour prendre part au Match des étoiles de la LNH en 1988-1989 malgrébien qu'il rate au cours de cette saison dix-neuf rencontres. Jumelé la saison suivante à Ed Olczyk et Mark Osborne avec qui ils forment la GEM line (tiré des initiales du prénom de chacun : Gary, Ed et Mark), il obtient un sommet personnel en carrière alors qu'il inscrit 51 buts. Leeman devient alors seulement le deuxième joueur de l'histoire des Maple Leafs à franchir le plateau des 50 buts en une saison après Rick Vaive et devient du même coup, le premier défenseur transformé en attaquant à atteindre cette marque.
Une blessure à une épaule subie la saison suivante le force à rater plusieurs rencontres et Leeman voit ainsi sa production de points chuter drastiquement. Au cours de la saison 1991-1992, il est impliqué dans la transaction impliquant à ce jour le plus grand nombre de joueurs (dix joueurs au total), alors que les Leafs l'envoient avec quatre autres joueurs aux Flames de Calgary en retour notamment de Doug Gilmour.
Voyant peu d'action avec les Flames, Leeman réclame au cours de la saison 1992-1993 aux dirigeants de l'équipe une transaction. Ceux-ci l'envoient alors aux Canadiens de Montréal en retour du vétéran Brian Skrudland. Cet échange est bénéfique pour Leeman qui voit les Canadiens mettre la main au terme de cette saison sur la Coupe Stanley. Il s'agit pour lui cependant de sa dernière saison complète dans la LNH.
Après avoir partagé la saison 1993-1994 entre les Canadiens et leur club affilié dans la Ligue américaine de hockey, les Canadiens de Fredericton, l'équipe décident de ne pas renouveler son contrat. Leeman doit attendre au mois de janvier avant de réussir à trouver preneur alors qu'il signe un contrat pour le reste de la saison 1994-1995 avec les Canucks de Vancouver.
Il quitte par la suite pour l'Italie où il s'aligne pour la saison 1995-96 avec le HC Gardena de la Série 2 avant de revenir l'année suivante en Amérique, signant alors un contrat avec les Blues de Saint-Louis. Il ne dispute que deux rencontres avec ces derniers, évoluant le reste de la saison pour les IceCats de Worcester de la LAH et les Grizzlies de l'Utah de la Ligue internationale de hockey.
Leeman quitte à l'été 1997 vers l'Allemagne où il s'aligne pour les Scorpions de Hanovre de la DEL durant un peu plus d'une saison avant de rejoindre la Ligue nationale B de Suisse, et plus précisément le HC Bienne et le HC Sierre. Il termine la saison 1998-1999 en Suisse, puis annonce son retrait de la compétition.

## Statistiques

### Statistiques en club
| Saison     | Équipe                     | Ligue      |     | Saison régulière | Saison régulière | Saison régulière | Saison régulière | Saison régulière |   | Séries éliminatoires | Séries éliminatoires | Séries éliminatoires | Séries éliminatoires | Séries éliminatoires |
| Saison     | Équipe                     | Ligue      | PJ  | B                | A                | Pts              | Pun              | PJ               | B | A                    | Pts                  | Pun                  |                      |                      |
| 1981-1982  | Pats de Regina             | LHOu       | 72  | 19               | 41               | 60               | 112              | 3                | 2 | 2                    | 4                    | 0                    |                      |                      |
| 1982-1983  | Pats de Regina             | LHOu       | 63  | 24               | 62               | 86               | 88               | 5                | 1 | 5                    | 6                    | 4                    |                      |                      |
| 1982-1983  | Maple Leafs de Toronto     | LNH        | -   | -                | -                | -                | -                | 2                | 0 | 0                    | 0                    | 0                    |                      |                      |
| 1983-1984  | Maple Leafs de Toronto     | LNH        | 52  | 4                | 8                | 12               | 31               | -                | - | -                    | -                    | -                    |                      |                      |
| 1984-1985  | Saints de Saint Catharines | LAH        | 7   | 2                | 2                | 4                | 11               | -                | - | -                    | -                    | -                    |                      |                      |
| 1984-1985  | Maple Leafs de Toronto     | LNH        | 53  | 5                | 26               | 31               | 72               | -                | - | -                    | -                    | -                    |                      |                      |
| 1985-1986  | Saints de Saint Catharines | LAH        | 25  | 15               | 13               | 28               | 6                | -                | - | -                    | -                    | -                    |                      |                      |
| 1985-1986  | Maple Leafs de Toronto     | LNH        | 53  | 9                | 23               | 32               | 20               | 10               | 2 | 10                   | 12                   | 2                    |                      |                      |
| 1986-1987  | Maple Leafs de Toronto     | LNH        | 80  | 21               | 31               | 52               | 66               | 5                | 0 | 1                    | 1                    | 14                   |                      |                      |
| 1987-1988  | Maple Leafs de Toronto     | LNH        | 80  | 30               | 31               | 61               | 62               | 2                | 2 | 0                    | 2                    | 2                    |                      |                      |
| 1988-1989  | Maple Leafs de Toronto     | LNH        | 61  | 32               | 43               | 75               | 66               | -                | - | -                    | -                    | -                    |                      |                      |
| 1989-1990  | Maple Leafs de Toronto     | LNH        | 80  | 51               | 44               | 95               | 63               | 5                | 3 | 3                    | 6                    | 16                   |                      |                      |
| 1990-1991  | Maple Leafs de Toronto     | LNH        | 52  | 17               | 12               | 29               | 39               | -                | - | -                    | -                    | -                    |                      |                      |
| 1991-1992  | Maple Leafs de Toronto     | LNH        | 34  | 7                | 13               | 20               | 44               | -                | - | -                    | -                    | -                    |                      |                      |
| 1991-1992  | Flames de Calgary          | LNH        | 29  | 2                | 7                | 9                | 27               | -                | - | -                    | -                    | -                    |                      |                      |
| 1992-1993  | Flames de Calgary          | LNH        | 30  | 9                | 5                | 14               | 10               | -                | - | -                    | -                    | -                    |                      |                      |
| 1992-1993  | Canadiens de Montréal      | LNH        | 20  | 6                | 12               | 18               | 14               | 11               | 1 | 2                    | 3                    | 2                    |                      |                      |
| 1993-1994  | Canadiens de Fredericton   | LAH        | 23  | 18               | 8                | 26               | 16               | -                | - | -                    | -                    | -                    |                      |                      |
| 1993-1994  | Canadiens de Montréal      | LNH        | 31  | 4                | 11               | 15               | 17               | 1                | 0 | 0                    | 0                    | 0                    |                      |                      |
| 1994-1995  | Canucks de Vancouver       | LNH        | 10  | 2                | 0                | 2                | 0                | -                | - | -                    | -                    | -                    |                      |                      |
| 1995-96    | HC Gardena                 | Série 2    | 20  | 7                | 12               | 19               | 59               | 7                | 2 | 4                    | 6                    | 12                   |                      |                      |
| 1995-96    | HC Gardena                 | Alpenliga  | 7   | 5                | 4                | 9                | 4                | -                | - | -                    | -                    | -                    |                      |                      |
| 1996-1997  | Blues de Saint-Louis       | LNH        | 2   | 0                | 1                | 1                | 0                | -                | - | -                    | -                    | -                    |                      |                      |
| 1996-1997  | IceCats de Worcester       | LAH        | 24  | 9                | 7                | 16               | 41               | -                | - | -                    | -                    | -                    |                      |                      |
| 1996-1997  | Grizzlies de l'Utah        | LIH        | 15  | 6                | 1                | 7                | 20               | 4                | 0 | 3                    | 3                    | 4                    |                      |                      |
| 1997-1998  | Scorpions de Hanovre       | DEL        | 44  | 13               | 38               | 51               | 16               | 4                | 2 | 0                    | 2                    | 12                   |                      |                      |
| 1998-1999  | Scorpions de Hanovre       | DEL        | 10  | 2                | 3                | 5                | 31               | -                | - | -                    | -                    | -                    |                      |                      |
| 1998-1999  | HC Bienne                  | LNB        | 8   | 7                | 4                | 11               | 10               | -                | - | -                    | -                    | -                    |                      |                      |
| 1998-1999  | HC Sierre                  | LNB        | 1   | 2                | 1                | 3                | 0                | -                | - | -                    | -                    | -                    |                      |                      |
| Totaux LNH | Totaux LNH                 | Totaux LNH | 667 | 199              | 267              | 466              | 531              | 36               | 8 | 16                   | 24                   | 36                   |                      |                      |

### Statistiques en équipe nationale
| Année | Équipe | Compétition                 |   | PJ | B | A | Pts | Pun                |  | Résultat |
| 1983  | Canada | Championnat du monde junior | 7 | 1  | 2 | 3 | 2   | Médaille de bronze |  |          |
| 1984  | Canada | Championnat du monde junior | 7 | 3  | 6 | 9 | 12  | 4e place           |  |          |

## Honneurs et trophées
- Ligue de hockey de l'Ouest
  - Nommé dans la première équipe d'étoiles en 1983.
- Ligue nationale de hockey
  - Invité au 40e Match des étoiles de la LNH en 1989.
  - Vainqueur de la Coupe Stanley avec les Canadiens de Montréal en 1993.

## Transaction en carrière
- repêchage de 1982 : réclamé par les Maple Leafs de Toronto (2e choix de l'équipe, 24e choix au total).
- 2 janvier 1992 : échangé par les Maple Leafs avec Craig Berube, Oleksandr Hodyniouk, Michel Petit et Jeff Reese aux Flames de Calgary en retour de Doug Gilmour, Jamie Macoun, Kent Manderville, Ric Nattress et Rick Wamsley.
- 28 janvier 1993 : échangé par les Flames aux Canadiens de Montréal en retour de Brian Skrudland.
- 18 janvier 1995 : signe à titre d'agent libre avec les Canucks de Vancouver.
- 26 septembre 1996 : signe à titre d'agent libre avec les Blues de Saint-Louis.